# Jurisprudence en droit français
En droit français, la jurisprudence désigne l'ensemble des décisions de justice relatives à une question juridique donnée. Il s'agit donc de décisions précédemment rendues, qui illustrent la manière dont un problème juridique a été résolu. La jurisprudence est constituée d'abord des décisions rendues par la Cour de cassation mais aussi, avec un poids moindre, de celles rendues par les autres cours.

## Valeur de la jurisprudence en droit français
Le droit français ne connaît pas de règle du précédent, car la loi écrite serait la seule vraie source du droit, comme résumé par l'expression de Montesquieu : « Le juge est la bouche qui	prononce les paroles de la loi ». Ce refus officiel de reconnaître une valeur normative aux jugements passés est lié à la méfiance française vis-à-vis de l'idée de gouvernement des juges. Ainsi, le Code civil français interdit dans son article 5 les arrêts de règlement en disposant : « Il est défendu aux juges de prononcer par voie de disposition générale et réglementaire sur les causes qui leur sont soumises ». La décision d'un juge ne peut donc officiellement pas régler à l'avenir le sort d'une question de droit et ne s'applique en principe qu'à l'affaire jugée.
En pratique, le rôle des deux juridictions suprêmes françaises est toutefois bien d'établir et de faire respecter une unité des règles appliquées par les tribunaux, ce qui revient à exercer un pouvoir normatif. Cependant, les cours d'appel et les tribunaux ne sont jamais obligés de suivre l'avis des juridictions suprêmes : les juges français ne sont censés suivre la jurisprudence que par consensus, par égard à la sécurité juridique, et pour éviter de causer trop de pourvois en cassation.
Malgré ce principe de liberté des jugements, il y a dans les faits des tendances jurisprudentielles qui peuvent être définies comme les habitude de juger des tribunaux. Lorsque cette habitude de juger est établie de longue date, on parle de jurisprudence constante. L'habitude n'exclut toutefois pas un revirement de jurisprudence, c'est-à-dire un tournant dans l'interprétation d'un point de droit. Ces revirements de jurisprudence, sauf rares exceptions, ont un effet rétroactif sur l'interprétation de la règle de droit et les situations juridiques. Ils sont parfois difficiles à prévoir, voire à repérer et à identifier, mais les juridictions suprêmes sont attentives à gérer au mieux ces revirements.
Les tensions entre le principe de liberté des jugements et la nécessité pratique de les coordonner créent régulièrement des problèmes.

## Critères de formation d'une jurisprudence
L'on pourrait énoncer trois critères théoriques, à l'origine de la formation de la jurisprudence. On dit alors qu'une décision « fait jurisprudence ».
- Formulation de la décision : une décision peut faire jurisprudence grâce :
  1. à la fermeté du principe : si la formulation de la décision se voit être abstraite, générale et brève ;
  2. à la nature de la juridiction ayant rendu la décision : par exemple, une décision émanant d'un Tribunal d'Instance sera beaucoup moins importante que celle émanant de la Cour de cassation du pays ;
  3. au nombre de décisions similaires rendues par la ou les Cours supérieures (telles la Cour de cassation ou la Cour suprême dans divers pays).
- Constance de la décision : la répétition d'une décision.
- Publicité de la décision : la publication de la décision. En effet, la jurisprudence n'aurait pas sa valeur sans la reconnaissance de la communauté des juristes.

## Publication de la jurisprudence
La jurisprudence désigne l'ensemble des décisions de justice, même si un petit nombre est réellement publié par les juridictions.
Une sélection est opérée soit par la formation qui a rendu l'arrêt ou le jugement, soit par un service de documentation dépendant de l'institution ou du ministère de la justice.
Les arrêts non publiés ou inédits abordent généralement une position constante de l'institution ou ne sont d'aucun intérêt juridique (radiations, mesures d'administration judiciaire par exemple).
À l'ère du tout numérique, les décisions ne sont cependant pas à la disposition des spécialistes immédiatement et il faut généralement un certain délai, qui peut être compensé par la mise à disposition des textes par voie électronique.
Ce délai tient à l'anonymisation de la décision.
Quelques exemples :
- EUR-Lex ;
- Légifrance ;
- Juricaf.

En France, en 2015, le portail data.gouv.fr dans le cadre de la politique d’ouverture des données publiques met à disposition de tous (en open data, en Licence Ouverte) plusieurs bases de données correspondant à plusieurs centaines de milliers de documents juridiques ; ces données étaient autrefois diffusées par la DILA sur Légifrance pour le compte du Conseil d'État et de la Cour de cassation (fonds documentaire de la base CASS). Le fonds documentaire INCA (décisions inédites de la Cour de cassation ; non publiées au Bulletin depuis 1989) est également disponible, de même que le fonds documentaire JADE.
Aucun arrêt d'assises (ni appel d'assises) n'est publié. Les rares jurisprudences de Cassation publiées (seuls quelques arrêts de cassation sont publiés, les autres arrêts sont inconnus du public) laissent deviner le contenu le l'arrêt attaqué et il se peut qu'il s'agisse d'une cour d'assises.
Depuis la loi du 7 octobre 2016 pour une République numérique, dite « loi Lemaire », les juridictions françaises sont tenues de mettre à disposition du citoyen « dans un standard ouvert, aisément réutilisable et exploitable par un système de traitement automatisé » les décisions de justice rendues. L'effet de loi est toutefois atténué par l'absence d'un décret d'application dû à la difficulté d'anonymiser les décisions. La promulgation de la loi Lemaire a entraîné la création d'une multitude de petites entreprises dans le domaine du droit, dites « legaltechs ».

#### Sites officiels réservés à la diffusion de la jurisprudence
- Légifrance, « le service public de la diffusion du droit » : jurisprudence constitutionnelle, jurisprudence judiciaire, jurisprudence administrative.

Aucune jurisprudence n'est commentée sur Légifrance. Sites Internet officiels avec jurisprudence commentée :
- Les décisions commentées du Conseil constitutionnel (France)
- Jurisprudence commentée et Publications de la Cour de cassation (France)
- Décisions avis et publications du Conseil d'État (France)
- Jurisprudence commentée de la Cour des comptes (France) (la plupart de cette jurisprudence n'est pas sur Legifrance)